# ТЕС Іршинг
ТЕС Іршинг (нім. Kraftwerk Irsching) – теплова електростанція на півдні Німеччини у федеральній землі Баварія, біля Інгольштадту. На початку 21 століття доповнена сучасними блоками, виконаними за технологією комбінованого парогазового циклу, що втім не гарантувало рентабельної роботи в умовах енергетичної трансформації в країні. 
Перші три класичні конденсаційні блоки потужністю 151 МВт, 312 МВт та 415 МВт, введені в дію у 1969, 1972 і 1974 роках відповідно, первісно розраховувались на використання важкої паливної нафти. З різким подорожчанням останньої та організацією поставок до Німеччини природного газу з СРСР (газогін «Братство»), ці блоки з 1980-го перевели на споживання блакитного палива. 
У 1995-му блок №2 вивели з експлуатації у резерв. В 2006 році те ж саме відбулось з блоком №1. На той час вже було прийнято рішення про спорудження на ТЕС двох потужних блоків із енергоефективною технологією комбінованого циклу, які вступили в дію у 2010 (блок №5) та 2011-му (блок №4). Найпотужнішим був п’ятий блок – 847 МВт, у складі якого діють дві газові турбіни Siemens SGT5-4000F та одна парова Siemens SST5-5000. Кожна з турбін працює на власний генератор. Блок №5 розрахований на режим роботи із численними запусками (до 250 на рік), при цьому для досягнення повної потужності йому необхідно не більше 40 хвилин, що важливо для балансування енергосистеми на півдні Німеччини. Паливна ефективність блоку 59,5%.
Блок №4 менш потужний (545 МВт за номіналом) та обладнаний лише однією газовою та однією паровою турбінами. Проте його паливна ефективність виявлась ще вищою – 60,75%, що на момент спорудження було рекордним показником (в 2016 році він поступився ТЕС Лаусвард). Також на випробуваннях блок значно перевищив свій номінал, вийшовши на показник 578 МВт. Він так само розрахований на маневрений режим із 250 стартами на рік та досягненням повної потужності за 40 хвилин.
Втім, високі показники енергоефективності не гарантували новим блокам беззаперечної переваги над вугільними ТЕС та АЕС. Зростання відновлюваної енергетики знижувало попит на електроенергію із традиційних джерел, змушуючи учасників ринку вести важку цінову конкуренцію. Як наслідок, в середині 2010-х блок 4 працював біля 17 днів на рік. В 2015-му власник ТЕС звернувся до регулюючого органу із заявкою на виведення блоків №4 та №5 із експлуатації починаючи з квітня наступного року, оскільки вони використовуються лише в режимі маневрених потужностей та економічно нерентабельні. Втім, регулятор відхилив цю заявку з огляду на ту саму важливу роль нових блоків для збалансування енергосистеми південної Німеччини.
Можливо відзначити, що із запланованим на 2022 рік закриттям АЕС у Баварії очікують зростання попиту на електроенергію ТЕС, які працюють на природному газі.